# Exxon Mobil
Exxon Mobil Corporation, som marknadsför sig som ExxonMobil, är ett amerikanskt petroleumbolag som rankas som världens tredje största icke-statliga bolag efter omsättning inom petroleumbranschen.
Företaget tog sitt nuvarande namn 1999 då Exxon Corporation och Mobil Corporation fusionerades med varandra.

## Historia
ExxonMobil bildades 1999 genom en sammanslagning av två större oljebolag, Exxon Corporation och Mobil Corporation. Både Exxon och Mobil var linjära efterföljare till Standard Oil, grundat 1870 av John D. Rockefeller och partners under namnet Standard Oil Company of Ohio. 1911 hade Standard Oil tvingats av USA:s högsta domstol att dela upp sig i 34 mindre företag.

### Exxon och Mobil fusioneras
Den 30 november 1999 slutfördes fusionen mellan två av världens största petroleumbolag när Exxon Corporation och Mobil Corporation gick ihop efter att den amerikanska konkurrensmyndigheten, Federal Trade Commission (FTC) godkände fusionen efter elva månaders lång granskning - den längsta någonsin för FTC. Myndigheten var osäker om konkurrensen skulle snedvridas om fusionen gick igenom och därför var Exxon och Mobil tvungna att sälja 2 431 bensinstationer (1740 stationer i delstaterna i östra USA, 360 i Kalifornien, 319 i Texas och 12 i det amerikanska autonoma territoriet Guam). Exxon ansågs vara "förloraren" i uppgörelsen, då de också åtog sig att:
- Skrota pågående köp av bensinstationer från Tosco Corp. i Arizona.
- Sälja av sitt oljeraffinaderi och turbinanläggning i Benicia, Kalifornien.
- Inte sälja diesel och bensin i Kalifornien under varumärket Exxon under de kommande tolv åren.
- Sälja av sina bensinstationer i New York och Maine.

Samtidigt åtog Mobil Corporation sig att sälja av sina bensinstationer i New Jersey och Virginia.
Sammantaget var det den största avyttring som FTC har begärt vid en fusion sen myndigheten grundades.  FTC:s dåvarande styrelseordförande, Robert F. Pitofsky sade om uppgärelsen att  "Because Exxon and Mobil are such large and powerful competitors and because they now compete in several product and geographic markets in the United States, the commission insisted on extensive restructuring before accepting a proposed settlement. This settlement should preserve competition and protect consumers from inappropriate and anticompetitive price increases."
Exxon försvarade affären med att poängtera att det var den svåra prispressen på råolja, möjligheten för att bli mer effektiva och konkurrensen från utlandet som ledde till detta. 2002 framkom det att fördelarna med fusionen av Exxon och Mobil var betydligt större än vad det beräknades från första början. Analyserna visade då att det skulle ge $4 miljarder i förtjänst på effektiviserad produktion för det året men det var snarare $7 miljarder för 2002 års första kvartal. Ett år senare var det $8 miljarder.
Efter fusionen återfördes Mobil och dess logo som ett större varumärke för ExxonMobil.

## Kontroverser

### Miljökatastrofen Exxon Valdez
Den 24 mars 1989 grundstötte oljetankern Exxon Valdez i Alaska. Cirka 42 000 kubikmeter råolja läckte ut och dödade hundratusentals sjöfåglar, uttrar, sälar och valar.
Endast ca 5% av oljan samlades in vid saneringsarbetet. Exxon Corporation kritiserades starkt för sitt långsamma rengöringsarbete, och olyckan räknas som ett av världens värsta oljeutsläpp när det gäller miljöskador.

### Klimatförnekelse
Exxon Mobil har sedan 1980-talet stöttat klimatförnekelse. Genom lobbyingverksamhet har de motarbetat vetenskaplig konsensus att global uppvärmning och klimatförändringar orsakas av förbränning av fossila bränslen. Trots att företagets egen forskning redan på 70-talet tydligt varnade för den globala uppvärmningen så drev Exxon Mobil en "systematisk, organiserad kampanj [...] för att så tvivel om vetenskapen och förhindra meningsfull handling".
Företaget har finansierat organisationer som har motsatt sig Kyotoprotokollet. De utreds också för att förringa riskerna med den globala uppvärmningen och för att använda desinformationstaktik som liknar den som tobaksindustrin använder för att förneka kopplingen mellan lungcancer och rökning. Enligt Union of Concerned Scientists använde Exxon Mobil samma organisationer och personal som tobaksindustrin för att fördunkla den vetenskapliga förståelsen för klimatförändringar och försena åtgärder i frågan.

### Lobbying
Exxon Mobil har anklagats för att utöva olämplig inverkan på USA:s utrikespolitik.
Greenpeace släppte i juli 2021 en video där Keith McCoy, PR-chef på Exxon Mobil, beskriver hur företaget officiellt stöttar klimatarbete, men samtidigt arbetar med "skuggrupper" för att påverka amerikanska politiker i en annan riktning.

### Brott mot mänskliga rättigheter
Exxon Mobil har anklagats för att bryta mot mänskliga rättigheter i Aceh, en autonom region i Indonesien. I en juridisk process anklagas företaget för att ha medvetet anlitat och stöttat lokala militära styrkor som "torterade, dödade och sexuellt attackerade" bybor i området.

## Organisation
Esso är ett varumärke för bensinstationer som tillhör ExxonMobil.
Den högsta ansvarige inom Exxon Mobil har varit både styrelseordförande och VD sen petroleumkoncernen bildades 1999.
- Lee Raymond, 1999–2006
- Rex Tillerson, 2006–2016
- Darren Woods, 2017–